# Riddle Manufacturing Company
Riddle Manufacturing Company, vorher Riddle Coach & Hearse Company, war ein US-amerikanischer Hersteller von Fahrzeugen.

## Unternehmensgeschichte
Henry Warner Ridder gründete 1891 die Riddle Coach & Hearse Company in Ravenna in Ohio. Er stellte Kutschen her. Spezialität waren Leichenwagen, später auch Krankenwagen. 1916 begann die Produktion von Automobilen. Der Markenname lautete Riddle.
1919 kam es zur Umfirmierung in Riddle Manufacturing Company. Henry Riddle starb am 16. Dezember 1920. Der bisherige Vizepräsident Charles G. Bentley übernahm die Leitung. 1926 starb Bentleys Sohn. Das Unternehmen scheute außerdem die Investition in teure Maschinen zur Metallverarbeitung. So beschlossen die Inhaber 1926, das Unternehmen aufzulösen.
Die Präsidenten der Vereinigten Staaten William McKinley und Warren G. Harding wurden in Leichenwagen von Riddle gefahren.

## Pkw
Die Fahrzeuge hatten einen Sechszylindermotor von der Continental Motors Company. Er leistete 55 PS. Einige waren als Limousinen mit acht oder neun Sitzen karosseriert. Eine Besonderheit war der Double Side Door Convertible Seven Passenger Sedan. Diese Limousine hatte auf der rechten Seite keine B-Säule. Die vordere Tür war vorne, die hintere hinten angeschlagen. Dadurch ergab sich ein extra breiter Zugang zum Fahrzeuginneren.